# 郑州地铁9号线
郑州地铁9号线是郑州地铁规划中的一条线路。根据2016年3月进行公示的“郑州市轨道交通线网规划修编（2015—2050）”，9号线又被称作“R2线”，定位为市域快线，由沟赵乡至港区会展城，全长81.2千米，设39座车站，为连通郑州市区西北部的高新区与郑州航空港区的线路。
9号线由十八里河站至新郑机场站的一段已于2017年1月12日作为郑州地铁城郊线的一部分而开通，目前阶段与2号线贯通运营。

## 一期工程
一期工程北起十八里河站，南至郑州航空港站，设18座车站，其中十八里河至新郑机场段为9号线一期首通段，新郑机场至郑州航空港站段为9号线一期的后通段。工程目前作为城郊线车站运营，3号航站楼站、机场东站、港区会展站及郑州航空港站为城郊线的二期工程，于2022年6月20日开通运营。
9号线一期工程的范围为十八里河至郑州航空港站，而现时城郊线的范围则为南四环至郑州航空港站，比起9号线一期多出了南四环至十八里河段。根据规划，当9号线具备独立运行的条件后，城郊线将成为历史，南四环至十八里河段将成为2号线的一部分，十八里河站亦将成为2号线的南端终点站，以及2号线与9号线的换乘站。

## 二期工程
根据此前规划，9号线二期工程北段起自郑州高新区规划花柏路与金菊西街交叉口，止于一期工程起点绕城高速站，线路主要沿金菊街、莲花街、电厂路、嵩山路、豫一路、107国道走行。二期工程线路全长37.8km，设站22座，均为地下车站。9号线二期工程未列入国家发改委2019年3月批复的郑州市城市轨道交通第三期建设规划（2019-2024年）中，在未来数年内仍将继续处于计划阶段。

## 列车
9号线列车为郑州中车四方轨道交通有限公司生产的B型地铁列车，采用铝合金车体轻量化设计，车辆全长120米，宽2.8米，整车设计最高时速100公里。该车可人工驾驶，也可自动运行。首列车已于2018年11月11日交付。
列车采用6节编组，车头及车身上半部分涂装为白色，车身下半部分涂装则为灰色，配以代表9号线的浅灰绿色饰条，车辆编号亦以代表9号线的09开头。